# Puchar Interkontynentalny w Lekkoatletyce 2018 – bieg na 3000 m z przeszkodami mężczyzn
Bieg na 3000 metrów z przeszkodami mężczyzn – jedna z konkurencji biegowych rozgrywana w ramach lekkoatletycznyego pucharu interkontynentalnego na Stadionie miejskim w Ostrawie-Witkowicach.

## Terminarz
Źródło: worldathletics.org.
| Data       | Godzina |
| ---------- | ------- |
| 8 września | 15:59   |

## Rekordy
Tabela prezentuje rekord świata, rekord pucharu interkontynentalnego, rekordy kontynentów oraz najlepszy wynik na listach światowych w sezonie 2018 przed rozpoczęciem mistrzostw.
|                                     | Zawodnik                    | Wynik   | Miejsce       | Data                  |
| ----------------------------------- | --------------------------- | ------- | ------------- | --------------------- |
| Rekord świata                       | Saif Saaeed Shaheen         | 7:53,63 | Bruksela      | 3 września 2004(dts)  |
| Listy światowe                      | Soufiane El Bakkali         | 7:58,15 | Monako        | 20 lipca 2018(dts)    |
| Rekord pucharu interkontynentalnego | Richard Kipkemboi Mateelong | 8:00,43 | Split         | 5 września 2010(dts)  |
| Rekord Afryki                       | Brimin Kipruto              | 7:53,64 | Monako        | 22 lipca 2011(dts)    |
| Rekord Azji                         | Saif Saaeed Shaheen         | 7:53,63 | Bruksela      | 3 września 2004(dts)  |
| Rekord Ameryki Północnej            | Evan Jager                  | 8:06,81 | Monako        | 20 lipca 2012(dts)    |
| Rekord Ameryki Południowej          | Wander do Prado Moura       | 8:14,41 | Mar del Plata | 22 marca 1995(dts)    |
| Rekord Europy                       | Mahiedine Mekhissi-Benabbad | 8:00,09 | Saint-Denis   | 6 lipca 2013(dts)     |
| Rekord Australii i Oceanii          | Peter Renner                | 8:14,05 | Koblencja     | 29 sierpnia 1984(dts) |

## Rezultaty
Źródło: worldathletics.org.
| Pozycja | Zawodnik             | Drużyna        | Czas    | Punkty | Uwagi |
| ------- | -------------------- | -------------- | ------- | ------ | ----- |
| 1.      | Conseslus Kipruto    | Afryka         | 8:22,55 | 8      |       |
| 2.      | Matthew Hughes       | Ameryka        | 8:29,70 | 7      |       |
| 3.      | Yohanes Chiappinelli | Europa         | 8:32,89 | 6      |       |
| 4.      | Fernando Carro       | Europa         | 8:33,76 | 5      |       |
| 5.      | Kōsei Yamaguchi      | Azja i Oceania | DNF     | 4      | ELI4  |
| 6.      | John Koech           | Azja i Oceania | DNF     | 3      | ELI2  |
| –       | Soufiane El Bakkali  | Afryka         | DNF     | 0      |       |
| –       | Evan Jager           | Ameryka        | DNS     | 0      |       |

## Klasyfikacja drużynowa
Źródło:
| Miejsce | Drużyna        | Punkty indywidualne | Punkty drużynowe          |
| ------- | -------------- | ------------------- | ------------------------- |
| 1.      | Europa         | 11                  | 8                         |
| 2.      | Afryka         | 8                   | 6 (niewykorzystany joker) |
| 3.      | Azja i Oceania | 7                   | 3                         |
| 3.      | Ameryka        | 7                   | 3                         |